# 광주 포충사 소장 고경명 문적
광주 포충사 소장 고경명 문적(光州 褒忠祠 所藏 高敬命 文籍)은 광주광역시 남구 원산동 포충사에 있는, 제봉 고경명(1533∼1592)의 아들 인후, 종후 그리고 포충사와 관련된 문적으로 사우 관리를 위한 후손들의 노력과 나라에서 충신과 효자를 예우하기 위한 문서이다. 1994년 7월 21일 광주광역시의 유형문화재 제21호로 지정되었다.

## 개요
이 문서는 제봉 고경명(1533∼1592)의 아들 인후, 종후 그리고 포충사와 관련된 문적으로 사우 관리를 위한 후손들의 노력과 나라에서 충신과 효자를 예우하기 위한 문서이다.
고경명은 조선 중기의 문신으로 1558년 왕이 직접 성균관에 나와 실시한 시험에서 수석으로 급제하였고, 같은 해 다시 문과에 장원으로 급제하였다. 임진왜란이 일어나자 여러 곳에서 도망쳐온 관군을 모아 왜적과 싸웠으며, 다시 의병을 일으켜 6천여명의 의병을 모아 항전하였다.
명문 2점, 입안문 1점, 교지 4점, 유묵 2점으로 되어 있다. 명문은 1601년 나라에서 고경명 부자를 위해 포충사를 지어 봄가을로 제사를 지내도록 하고 사액까지 내리니 고경명의 아들들이 감격하여 자신들의 논밭과 노비를 영원히 포충사에 헌납한 일을 기록한 것이다.
입안문은 보통 논밭이나 노비를 사고팔 때 관청에서 인가하는 문서인데 이 문적에 포함된 입안문은 나라에서 충신인 고경명 가문에게 5결의 논밭을 내리는 것을 관청에서 인가한다는 증명서이다. 교지는 고경명이 문과에 급제했을 때 받은 교지, ‘충렬공’이라는 시호를 받을 때의 교지, 고인후와 고종후가 증직될 때의 교지이다. 유묵은 고경명이 직접 쓴 격문과 ‘세독충정(世篤忠貞)’이라는 휘호의 2점이다.
충과 효를 다한 가문에 대한 국가의 예우, 선조들의 정신사를 밝혀주는 중요한 자료로 평가된다.

## 같이 보기
- 고경명
- 광주 포충사 - 광주광역시의 기념물 제7호

## 참고 자료
- 포충사소장고경명문적 - 국가유산청 국가유산포털